# Robin Cavendish
Pour les articles homonymes, voir Cavendish.
Robin Francis Cavendish (né le 12 mars 1930 à Middleton-by-Youlgreave et mort le 8 août 1994 à Drayton St. Leonard) est un militant britannique pour l'accompagnement et l'aide médicale liés au handicap.

## Biographie
Cavendish est touché par la poliomyélite à l'âge de 28 ans, ne lui laissant initialement que trois mois à vivre. Paralysé du cou jusqu'aux pieds et capable de respirer uniquement à l'aide d'un ventilateur mécanique, il joue un rôle déterminant dans l'organisation du suivi de ce handicap en Grande-Bretagne et aide à développer de nombreux dispositifs permettant d'offrir une autonomie aux personnes paralysées.
Il est le père du producteur Jonathan Cavendish (en).

## Postérité
L'histoire de sa vie est adaptée dans le film Breathe (2017) d'Andy Serkis avec l'acteur Andrew Garfield dans le rôle de Cavendish,.